# HD 40307 g
HD 40307 g es un planeta extrasolar que orbita en la zona habitable de la estrella HD 40307. Se encuentra a 42 años luz de distancia en la constelación de Pictor. El planeta fue descubierto mediante el método de velocidad radial, a través del buscador de planetas por velocidad radial de alta precisión (HARPS). El descubrimiento fue realizado por un equipo de astrónomos dirigidos por Mikko Tuomi, de la Universidad de Hertfordshire y Guillem Anglada-Escudé, de la Universidad de Gotinga.

## Características
Con una masa estimada en 7,09 M⊕, su radio sería de 1,82 R⊕ si el planeta cuenta con una composición de roca-hierro similar a la terrestre. Investigaciones recientes del equipo HARPS-N, indican que los cuerpos con radios por encima de los 1,6 R⊕ (sobre todo si su masa supera las 6 M⊕), tienden a acumular grandes cantidades de gases en su superficie, convirtiéndose en cuerpos en transición a gigantes gaseosos denominados coloquialmente «minineptunos». HD 40307 g supera el límite, por lo que se desconoce si se trata de una supertierra, un «supervenus» o un minineptuno.
A pesar de su baja temperatura media superficial (estimada en -2,65 °C), se encuentra levemente desplazado hacia el confín interno de la zona de habitabilidad del sistema. De tratarse de un cuerpo telúrico como la Tierra o Venus, sería posible la existencia de agua líquida sobre su superficie, especialmente si la combinación de gases en su atmósfera permite su presencia gracias a una concentración adecuada de gases de efecto invernadero y a una mayor densidad que en la Tierra, pero lejos de los extremos de Venus.
Dada su masa, radio y temperatura de equilibrio, el planeta registra un Índice de Similitud con la Tierra (IST) del 74 %, relativamente bajo para un cuerpo planetario situado a una distancia tan reducida del centro de la zona habitable de su sistema.
La estrella anfitriona del sistema, HD 40307, es una enana naranja tipo K2,5V, con una masa de 0,77 M☉ y un radio de 0,65 R☉. Como consecuencia, es improbable que HD 40307 g se encuentre anclado por marea.